# Boris Godunov (film fra 2011)
 For alternative betydninger, se Boris Godunov (flertydig). (Se også artikler, som begynder med Boris Godunov)
Boris Godunov (russisk: Борис Годунов) er en russisk dramafilm fra 2011 instrueret af Vladimir Mirzojev.
Filmen er baseret på Aleksandr Pusjkins skuespil Boris Godunov fra 1825, men med handlingen flyttet til nutiden.
Maksim Sukhanov modtog en Nika Award for "Bedst mandlige skuespiller" for sin præstation i filmen.

## Handling
Filmen begynder med en scene af mordet i Uglits på Ivan den Grusommes søn, den unge Dmitrij Ivanovitj. Efter flere år overtales Boris Godunov til at overtage den ledige trone efter Ivans død. På en pressekonference offentliggøres Godunovs beslutning om at overtage tronen. Beslutningen diskuteres på tv. Bag zarens ryg pågår hemmelige og skumle magtkampe mellem bojarerne for indflydelse på den nye regering. Godunov forfølger besat visionen om den dreng, han myrdede. I mellemtiden gemmer munken Grigorij Otrepjev sig i Tjudovklosteret. Efter en samtale med Pimen finder han ud af, at hemmeligheden om mordet gemmer sig i klostret og beslutter sig for at forsøge at komme til magten. Grigorij søger udenlandsk hjælp og samler hæren og sendes til Moskva.

## Medvirkende
- Maksim Sukhanov som Boris Godunov
- Andrej Merzlikin som Grigorij Otrepjev
- Leonid Gromov som Vasilij Sjujskij
- Dmitrij Pevtsov som Ivan Mikhajlovitj Vorotynskij
- Agnia Ditkovskyte som Marina Mniszech